# Herzen in Aufruhr (1996)
Herzen in Aufruhr (Jude) ist ein britisches Filmdrama von Michael Winterbottom aus dem Jahr 1996. Das Drehbuch von Hossein Amini beruht auf dem Roman Jude the Obscure (auch: Im Dunkeln; Herzen in Aufruhr) von Thomas Hardy.

## Handlung
Jude Fawley lebt im Viktorianischen England. Er träumt von einem Universitätsstudium, wird jedoch Handwerker, da ihn die Universität von Christminster nicht aufnimmt. Jude heiratet eine Frau vom Lande, Arabella, nachdem sie behauptet, ein Kind von ihm zu erwarten.
Einige Monate später verlässt ihn Arabella und reist nach Australien. Jude zieht nun doch nach Christminster und arbeitet dort als Steinmetz, als er seiner Cousine Sue Bridehead begegnet. Bald werden Jude und Sue enge Freunde. Nachdem Sue einmal bei Jude übernachtet hat, wird eine Beziehung zwischen den beiden vermutet. Sue droht der Verlust ihres Ausbildungsplatzes im Lehrerinnenseminar.
Sue heiratet den Lehrer Phillotson, in dessen Schule sie eine längere Zeit arbeitete. Später verlässt sie ihn, um zusammen mit Jude zu leben. Jude und Sue bekommen zwei Kinder. Die Gesellschaft betrachtet diese außereheliche Beziehung als skandalös.
Es stellt sich heraus, dass Arabella einige Monate nach der Ausreise in Australien ein Kind gebar. Da ihre Familie nicht mehr bereit ist, den Sohn zu ernähren, wird er nach England geschickt und von Jude und Sue aufgezogen. Eines Tages tötet er seine Halbgeschwister und sich selbst. Daraufhin verliert Sue ihre bis dahin liberale Einstellung und wird sehr religiös. Sie sieht den Tod ihrer Kinder als eine Strafe Gottes für ihren unrechten Lebenswandel und kehrt zu ihrem Ehemann Phillotson zurück.

## Kritiken
Roger Ebert schrieb in der Chicago Sun-Times vom 1. November 1996, nur die „Energie der Hauptdarsteller“ und die Kameraarbeit würden den Film „retten“.
Das Lexikon des internationalen Films schrieb, der Film sei eine „bemerkenswerte, um große Werktreue bemühte Roman-Adaption“. Er besteche „durch außergewöhnliche Bildkomposition und eine dezente Aktualisierung“ und sei „von hervorragenden Schauspielern getragen“. Der Film thematisiere den „Konflikt zwischen Geist und Natur, Individuum und Gesellschaft“ im „menschlichen Inneren“.

## Auszeichnungen
Michael Winterbottom gewann im Jahr 1996 den Golden Hitchcock des Dinard British Film Festivals und einen Preis des Edinburgh International Film Festivals; er wurde 1996 für einen Preis des Internationalen Filmfestivals Karlovy Vary nominiert. Kate Winslet gewann im Jahr 1997 den Evening Standard British Film Award. Christopher Eccleston und Hossein Amini wurden im Jahr 1997 für den Golden Satellite Award nominiert. Eduardo Serra gewann 1996 den Silver Frog des polnischen Festivals Camerimage und wurde für den Golden Frog nominiert.

## Hintergrund
Der Film wurde in London und in anderen Orten in England, in Edinburgh, in Paris, in Thionville sowie in Neuseeland gedreht. Er hatte seine Weltpremiere am 10. September 1996 auf dem Toronto Film Festival.